# Théâtre d'Alexandre
Le théâtre d'Alexandre (en finnois : Aleksanterin teatteri, en suédois : Alexandersteatern) est un théâtre  construit en 1876 dans le quartier de Kamppi à Helsinki en Finlande,.

## Histoire
L'été 1875, Alexandre II de Russie autorise le Conte Nikolaï Vladimirovitch Adlerberg  Gouverneur général du Grand-duché de Finlande de 1866 à 1881, à bâtir un théâtre pour les russes vivant à Helsinki.
Le bâtiment est conçu par le lieutenant-colonel Petr Petrovitch Benard et les travaux sont supervisés par le colonel Koschperoff.
Le bâtiment est construit avec les pierres de la forteresse de Bomarsund.
L'auditorium du théâtre est décoré par l'architecte de Saint-Pétersbourg Jeronim Osuhovsky, et l'artiste Johan Jacob Ahrenberg décore les plafonds qui représentent douze amours, rappelant ainsi le Théâtre Mariinsky. Le théâtre est terminé en octobre 1879, et en février 1880 il est baptisé Théâtre national russe Alexandre d’Helsinki (en finnois : Helsingin Venäläinen valtiollinen Aleksanterin teatteri, en russe : Gelsingforsski Russki kazjonnyi Aleksandrovski teatr) en l'honneur du Tsar russe Alexandre II.
Le théâtre est inauguré le 30 mars 1880 par l'opéra Faust de Charles-François Gounod.
Le répertoire des deux premières saisons se composait principalement de spectacles d'opéra. De 1882 à 1918, il a présenté de nombreux spectacles de théâtre, d'opéra, d'opérette, de ballet et de musique.
Son histoire est liée à de grands noms d'artistes russes et finlandais qui y joueront parmi lesquels Fiodor Chaliapine, Maria Gavrilovna Savina, Vladimir Davydov, Constantin Varlamov, Pavel Pavlovitch Gaideburov, Maxime Gorki, Roman Borisovich Apollonsky , Yuri Mikhailovich Yuriev et bien d'autres.
En 1918, l'Opéra de Finlande fondé par Aino Ackté, Oskar Merikanto et Edvard Fazer s'installe au Théâtre d'Alexandre. À sa création en 1922, le Ballet national de Finlande s'installe aussi au théâtre Aleksander. Il y resteront jusqu'en à 1993 quand  le nouveau bâtiment de l'Opéra national de Finlande sera construit à Töölönlahti,.
Depuis 1993, le bâtiment du théâtre Alexander accueille des spectacles en tournée.
Il héberge aussi l'administration de l'office de la culture, de studio d'Opéra pour l'Académie Sibelius, et des classes de l’école de ballet de l'Opéra national de Finlande.
Il accueille aussi des artistes résidents comme la Compagnie Tero Saarinen.